# Kevin O’Flanagan
Kevin O’Flanagan (ur. 10 czerwca 1919 w Dublinie, zm. 26 maja 2006 tamże) – irlandzki sportowiec, specjalista medycyny sportowej, działacz sportowy, członek Międzynarodowego Komitetu Olimpijskiego.
Studiował m.in. na uniwersytecie w Dublinie. Kierował narodowym instytutem rehabilitacji oraz obradami międzynarodowego kongresu rehabilitacji w Dublinie w 1969. Był członkiem brytyjskiej komisji medycznej w czasie olimpiady w Londynie w 1948, a w latach 1960–1976 lekarzem kadry olimpijskiej. Pełnił funkcję wiceprezydenta Komitetu Olimpijskiego Irlandii. Ogłosił szereg publikacji dotyczących kontuzji sportowych.
W 1976 został wybrany na członka Międzynarodowego Komitetu Olimpijskiego, brał udział w pracach Komisji Medycznej MKOl (1980–1994) oraz Komisji ds. Programu Letnich Igrzysk Olimpijskich (1993–1994). W 1995 otrzymał godność członka honorowego MKOl.
W młodości uprawiał kilka dyscyplin sportowych, największe sukcesy odnosząc w lekkoatletyce (mistrz Irlandii w skoku w dal oraz w biegach na 60 i 100 jardów), piłce nożnej i rugby union.